# Добельський район
Добельський район (латис. Dobeles rajons) — колишній адміністративний район Латвії. Межував з Салдуським, Тукумським, Єлгавським районами Латвії та Литвою.
Адміністративний центр району — місто Добеле.
Площа району — 1 632 км².